# Toray Pan Pacific Open 1999 - Qualificazioni doppio
Le qualificazioni del doppio  del Toray Pan Pacific Open 1999 sono state un torneo di tennis preliminare per accedere alla fase finale della manifestazione. I vincitori dell'ultimo turno sono entrati di diritto nel tabellone principale. In caso di ritiro di uno o più giocatori aventi diritto a questi sono subentrati i lucky loser, ossia i giocatori che hanno perso nell'ultimo turno ma che avevano una classifica più alta rispetto agli altri partecipanti che avevano comunque perso nel turno finale.

## Giocatrici

### Teste di serie
1. Liezel Horn /  Karin Kschwendt (ultimo turno)

1. Rika Hiraki /  Lisa McShea (primo turno)

### Qualificate
1. Park Sung-hee /  Wang Shi-ting

### Legenda
| - Q = Qualificato - WC = Wild card - LL = Lucky loser | - ALT = Alternate - SE = Special Exempt - PR = Protected Ranking | - w/o = Walkover - r = Ritirato - d = Squalificato |

|  | Primo turno | Primo turno                     | Primo turno                     |                             |                             | Secondo turno | Secondo turno | Secondo turno |  |  | Ultimo turno | Ultimo turno                | Ultimo turno |
|  |             |                                 |                                 |                             |                             |               |               |               |  |  |              |                             |              |
|  | 1           | Liezel Horn Karin Kschwendt     | 9                               |                             |                             |               |               |               |  |  |              |                             |              |
|  |             | Keiko Ishida Keiko Nagatomi     | 7                               |                             |                             |               |               |               |  |  |              |                             |              |
|  |             | Keiko Ishida Keiko Nagatomi     | 7                               | 1                           | Liezel Horn Karin Kschwendt | 8             |               |               |  |  |              |                             |              |
|  |             |                                 |                                 | 1                           | Liezel Horn Karin Kschwendt | 8             |               |               |  |  |              |                             |              |
|  |             |                                 | Annabel Ellwood Samantha Reeves | 5                           |                             |               |               |               |  |  |              |                             |              |
|  |             | Cho Yoon-jeong Shiho Hisamatsu  | Annabel Ellwood Samantha Reeves | 5                           | 4                           |               |               |               |  |  |              |                             |              |
|  |             | Cho Yoon-jeong Shiho Hisamatsu  |                                 |                             | 4                           |               |               |               |  |  |              |                             |              |
|  |             | Annabel Ellwood Samantha Reeves | 8                               |                             |                             |               |               |               |  |  |              |                             |              |
|  |             |                                 |                                 |                             |                             |               |               |               |  |  | 1            | Liezel Horn Karin Kschwendt | 8            |
|  |             |                                 |                                 | Park Sung-hee Wang Shi-ting | 9                           |               |               |               |  |  |              |                             |              |
|  |             | Park Sung-hee Wang Shi-ting     | 8                               |                             |                             |               |               |               |  |  |              |                             |              |
|  |             | Hiroko Mochizuki Ryoko Takemura | 3                               |                             |                             |               |               |               |  |  |              |                             |              |
|  |             | Hiroko Mochizuki Ryoko Takemura | 3                               |                             | Park Sung-hee Wang Shi-ting | 8             |               |               |  |  |              |                             |              |
|  |             |                                 |                                 |                             | Park Sung-hee Wang Shi-ting | 8             |               |               |  |  |              |                             |              |
|  |             |                                 | Shinobu Asagoe Sylvia Plischke  | 2                           |                             |               |               |               |  |  |              |                             |              |
|  |             | Shinobu Asagoe Sylvia Plischke  | Shinobu Asagoe Sylvia Plischke  | 2                           | 8                           |               |               |               |  |  |              |                             |              |
|  |             | Shinobu Asagoe Sylvia Plischke  |                                 |                             | 8                           |               |               |               |  |  |              |                             |              |
|  | 2           | Rika Hiraki Lisa McShea         | 4                               |                             |                             |               |               |               |  |  |              |                             |              |